# 마더중
마더중(馬德鐘, 마덕종, 영문명은 Joe Ma, Aaron Ma, 1968년 6월 27일 ~ )은 중화인민공화국 홍콩 특별행정구의 영화배우, 텔레비전 연기자, 가수이다.

## 생애
영국령 홍콩에서 출생하여 지난날 한때 중화인민공화국 광둥성 차오저우에서 잠시 유아기를 보낸 적이 있는 그는 1987년부터 1991년까지 홍콩 경찰을 지내었으며 1991년 광고 모델 첫 데뷔하였고 1993년 텔레비전 드라마에서 연기자 데뷔하였으며 1994년 영화 《천애추흉(天崖追兇)》의 단역으로 영화배우 데뷔하였고 2003년에는 가수로도 데뷔하였다.

## 출연작

### 텔레비전 드라마
- 창세기
- 창세기2천지유정
- 서유기2
- 미미정연
- 형사정집당안4
- 충상운소
- 재생연
- 서사비사

## 같이 보기
- 웨화
- 류단
- 류장
- 쉬사오슝
- 린자화
- 황즈셴
- 롼자오샹
- 셰톈화
- 웡헤이
- 마이창칭
- 천궈방
- 케빈 쳉
- 쉔쉔
- 천하오
- 장즈린
- 위안융이
- 마쥔웨이
- 덩젠훙
- 류카이웨이
- 뤄민좡
- 황자뤄
- 버니스 류
- 리위양
- 린다 청
- 가오쥔셴